# 西明寺 (西安)
西明寺是位于陕西西安的一座寺庙。原先为隋朝时杨素的私宅，唐代显庆三年（658年）時被改建为寺庙。义净法師、玄奘法師、佛陀波利法師都曾在这里翻译过佛典。空海法師在返回日本建立真言宗之前也曾在这里学习佛典。唐武宗会昌毀佛时，西明寺為少數被敕令保留的佛寺之一。